# ادوبی کالر
Adobe Color CC برنامه‌ای برای استخراج رنگ از تصاویر و صحنهٔ اطراف است که توسط شرکت ادوبی منتشر شده و در دسترس کاربران قرار گرفته‌است. این برنامه به استخراج رنگ‌ها و دادن جزئیات رنگ کمک می‌کند که بعد می‌توان از این رنگ‌ها در فتوشاپ استفاده کرد.